# İbrahim Tığcı
İbrahim Tığcı (ur. 1997) – turecki zapaśnik walczący w stylu klasycznym. Zajął czternaste miejsce na mistrzostwach świata w 2021.  
Dziewiąty na mistrzostwach Europy w 2023. Trzeci na ME U-23 w 2019. Trzeci na ME juniorów w 2016 roku.